# Dolembreux
 (mars 2021).
Dolembreux (en wallon Dolinbreû) est une section de la commune belge de Sprimont située en Région wallonne dans la province de Liège.

## Géographie
Dolembreux est un village de la province de Liège qui se situe dans le nord-ouest de la commune de Sprimont. Sa superficie est de 1080 ha. En plus du village principal, Dolembreux se compose de plusieurs hameaux, avec Betgné, Hautgné et Hayen qui se situent à l’ouest. 
La bordure nord du village, avec notamment Hayen fait partie de l’Ardenne condrusienne, tandis que le reste est dans le Condroz. Le relief est vallonné, caractérisé par la présence de tiges et de chavées allant d’est en ouest. L’altitude varie de 110 mètres vers Méry à 290 mètres du côté du bois Lecomte. Plusieurs ruisseaux coulent à travers le village, avec le ruisseau du Gobry qui fait sa limite nord, le Wachiboux et le ry de la Haze au sud. L’occupation des sols se scinde en trois parties principales : les zones d’habitats, les zones agricoles et les zones forestières. 

## Évolution démographique
- Sources : INS, Rem. : 1831 jusqu'en 1970 = recensements, 1976 = nombre d'habitants au 31 décembre.

## Histoire
Dolembreux était une commune à part entière par séparation de Sprimont le 31 juillet 1879 jusqu'à la fusion des communes de 1977, avec Gomzé-Andoumont, Louveigné, Rouvreux, Fraiture et Sprimont.

## Patrimoine et culture

### Patrimoine architectural
- Le village possède une église la « chapelle Saint Joseph », construite en 1769.

## Économie
Un parc artisanal est établi à proximité de la sortie autoroutière. Sa diversification aboutit progressivement à un centre commercial non déclaré.

## Vie associative
Différentes activités ont lieu dans le village durant l’année avec notamment le Patro de Dolembreux (mouvement de jeunesse) et la Jeunesse de Dolembreux (ASBL villageoise) qui font plusieurs évènements tels que la fête du village qui se fait le troisième weekend du mois d’août, une brocante, un char de Noël ainsi que bien d’autres évènements. 